# Wettinia panamensis
Wettinia panamensis är en enhjärtbladig växtart som beskrevs av Rodrigo Bernal. Wettinia panamensis ingår i släktet Wettinia och familjen Arecaceae.
Artens utbredningsområde är Panamá. Inga underarter finns listade i Catalogue of Life.